# David Březina (lední hokejista)
David Březina (* 19. února 1993 Pardubice) je český lední hokejista hrající na pozici útočníka. Podle jiných zdrojů ovšem pochází z Pelhřimova.

## Život
V mládežnických a juniorských letech hrával za Dynamo Pardubice. Jiné zdroje uvádějí, že v mládí hrál za Pelhřimov. Ve svých věkových kategoriích také Českou republiku reprezentoval na mezinárodních turnajích. Před sezónou 2013/2014 přešel mezi juniory Jihlavy a v tomto celku poprvé nastoupil i za muže. Jeden zápas během ročníku 2013/2014 navíc odehrál za Jindřichův Hradec. Od sezóny 2014/2015 patřil ke stálým členům mužstva jihlavské Dukly, za níž nastupoval na konci ročníků 2015/2016 a 2016/2017 také v barážích mezi extraligou a první ligou. V sezóně 2015/2016 odehrál dále ještě osm zápasů za SKLH Žďár nad Sázavou. Jihlava sice v baráži v roce 2017 uspěla a postoupila do nejvyšší soutěže, nicméně Březina změnil klub a stal se členem kádru tehdejšího nováčka první ligy, klubu VHK ROBE Vsetín.